# Fausto Bengoechea
Fausto Bengoechea (Buenos Aires, 1 de diciembre de 1996) es un actor argentino. Es conocido por sus papeles en las telenovelas Once (2017–2018), Simona (2018) y Argentina, tierra de amor y venganza (2019).

## Biografía
Es hijo de los actores Alex Benn y Alejandra Darín. Tiene una hermana menor llamada Antonia, que también es actriz. Por parte de madre, es nieto de los actores de radio y teatro Ricardo Darín y Roxana Darín, sobrino del actor Ricardo Darín y primo del actor Chino Darín. Al finalizar la escuela secundaria, Fausto comenzó a estudiar actuación en el teatro Timbre 4 por recomendación de su primo Chino Darín, donde se formó con Maite Velo y luego con Ana Scannapieco.

## Carrera profesional
En 2003 a los 6 años, Bengoechea inició su carrera como actor cuando protagonizó la obra teatral Macbeth dirigida por su padre Alex Benn en el Teatro Gargantúa, donde interpretó a Fleance. El mismo año participó del programa Mi+cota emitido por Canal 7, donde también participaba su madre Alejandra Darín. Luego de estas dos experiencias, Fausto decidió alejarse por un tiempo de la actuación.
En 2015, a los 18 años, Bengoechea decidió volver a la actuación con la obra He visto a Dios en la cual personificó el papel de "El Charlatán", siendo dirigido por Gabriel Cosoy en el Teatro La Ranchería.
Entre 2017 y 2018 fue uno de los personajes principales en la telenovela juvenil de deporte Once de Disney XD y Disney Channel.
En 2018 Bengoechea se integró al elenco principal de la telenovela juvenil Simona de Pol-ka Producciones y Canal 13, donde personificó a Brian "Piru" Tolosa. Asimismo, formó parte de la versión teatral de la ficción en el Teatro Gran Rex. 
En 2019 Fausto se unió el elenco principal de la telenovela de época Argentina, tierra de amor y venganza de Pol-ka Producciones y Canal 13, donde se encargó de dar vida a Juan Carlos «Alambre» Galván.
Más tarde, entre 2019 y 2021, participó de la serie policial El mundo de Mateo emitida por la TV Pública y Flow, en la cual interpretó a Nicolás de la Torre uno de los compañeros de colegio de Mateo (Renato Quattordio).

## Filmografía

### Cine
| Año  | Título                       | Papel        | Notas |
| ---- | ---------------------------- | ------------ | ----- |
| 2022 | Más respeto que soy tu madre | «Paja Brava» | Cameo |

### Televisión
| Año       | Título                               | Papel                        | Notas                            |
| --------- | ------------------------------------ | ---------------------------- | -------------------------------- |
| 2003      | Mi +cota                             | Él mismo                     | Programa infantil                |
| 2017-2018 | Once                                 | Adrián Roca                  | Elenco principal (Temporada 1-2) |
| 2018      | Simona                               | Brian «Piru» Tolosa          | Elenco principal                 |
| 2019      | Argentina, tierra de amor y venganza | Juan Carlos «Alambre» Galván | Elenco principal                 |
| 2019-2021 | El mundo de Mateo                    | Nicolás de la Torre          | Elenco secundario                |

### Videos musicales
| Año  | Video    | Papel           | Artista |
| ---- | -------- | --------------- | ------- |
| 2019 | «Te vas» | Interés amoroso | MYA     |

## Teatro
| Año  | Título          | Papel               | Lugar               |
| ---- | --------------- | ------------------- | ------------------- |
| 2003 | Macbeth         | Fleance             | Teatro Gargantúa    |
| 2015 | He visto a Dios | El Charlatán        | Teatro La Ranchería |
| 2018 | Simona, en vivo | Brian «Piru» Tolosa | Teatro Gran Rex     |
| 2025 | Imanes          | Asistente           | Teatro Picadilly    |